# Distrito de Salas (Lambayeque)
El distrito de Salas es uno de los doce que conforman la provincia de Lambayeque, ubicada en el departamento homónimo en el Norte del Perú. Es ampliamente reconocido por su tradición de curanderismo y por la existencia de célebres brujos en su territorio.

## Historia
El distrito de Salas fue creado mediante la Ley Transitoria de Municipalidades N.º 51, emitida por la Convención Nacional de 1855,  el 2 de enero de 1857 durante el gobierno del presidente Ramón Castilla, cuando Lambayeque aún pertenecía al departamento de La Libertad.

## Geografía
El distrito tiene una superficie de 991,8 km². 
Es un pueblo muy hermoso, que cuenta con 3 calles principales.

## División administrativa

#### Centros poblados
- Colaya
- Corral de Piedra
- Kerguer
- La Ramada
- Penachi
- Tallapampa
- Murojaga

#### Caseríos
- Algarrobo Grande
- Amangay
- Araumajada-Guabal
- Ayahuil
- Banco
- Barranco
- Borras
- Botijilla
- Caracha
- Cardal
- Carrozal
- Cashirca
- Centro Huanama-La Cría
- Chillaca
- Chirimoyal
- Coypa
- Cruz de Mayo
- El Higuerón
- El Naranjo
- El Sauce
- Faicalito
- Hualanga
- Huamachuco
- Huaratara
- Huayacán
- Huayros
- Humedades Alto
- Humedades Bajo
- Jarchipe
- La Alita
- La Calle
- La Escalera
- La Muchal
- La Peña
- La Tranca
- Laguna Huanama
- Lanchaco Alto
- Lanchaco Bajo
- Limón
- Los Sánchez
- Marko
- Miraflores
- Murojaga
- Nueva Esperanza
- Nueva Jerusalén
- Nuevo Tayal
- Pampa Bernilla
- Pampa Rume
- Pampa Verde
- Papaírca
- Pedregal-Tayal
- Pescadera
- Piedra Blanca
- Piedra Loza
- Pilasca
- Polvareda
- Potreropampa
- Pueblo Nuevo
- San José de Huanama
- Santa Rosa
- Shita Alta
- Shita Baja
- Shita Loma
- Shonto
- Succha Alta
- Succha Baja
- Succhapampa
- Suropampa
- Suruchima
- Tempón Alto
- Tempón Bajo
- Yaque
- Yerba Santa
- Yuntumpampa
- Zapotal

## Autoridades

### Municipales
- 2019 - 2022[1]
  - Alcalde: Tony Mesones Flores, del Partido Acción Popular (AP).
  - Regidores: Revelino De La Cruz Rojas (AP), Rosita Fernández Olivera (AP), Rufino Purihuaman De La Cruz (AP), Karla Lorena Rojas Bernilla (AP), Tulio Carlos De La Cruz (SU).
- 2015 - 2018[2]
  - Alcalde: Horacio De La Cruz Silva, del Partido Democrático Somos Perú (SP).
  - Regidores: Henry Velásquez Carranza (SP), Sergio Araneda De La Cruz Carlos (SP), Pedro Edilbrando Ventura Ríos (SP), Estilita Belinda Silva Reyes (SP), Carlos Luis Alcantara Velásquez (APRA).
- 2007 - 2010
  - Alcalde: Emilio Reyes Peña

### Religiosas
- Parroquia
  - Párroco: Carlos Castillo Calle

## Festividades
Los primeros días del mes de enero (4,5,6,7 y 8), el pueblo celebra la gran feria turística, denominada "La feria del niño Dios De Reyes" (la más grande de Salas), en la cual realizan múltiples actividades como la serenata previa al día central en la que se presentan artistas locales e invitados; asimismo, se llevan a cabo representaciones de los reyes magos, caballos de paso, peleas de gallo, concursos de danzas típicas, juegos para los niños, bailes populares con grupos musicales para cada noche de feria  entre otras actividades que realzan la festividad y llaman la atención de los visitantes en esos días.